# Bathyphantes bohuensis
Bathyphantes bohuensis là một loài nhện trong họ Linyphiidae.
Loài này thuộc chi Bathyphantes. Bathyphantes bohuensis được Zhu & Zhou miêu tả năm 1983.